# Albert Otto von Merlaw

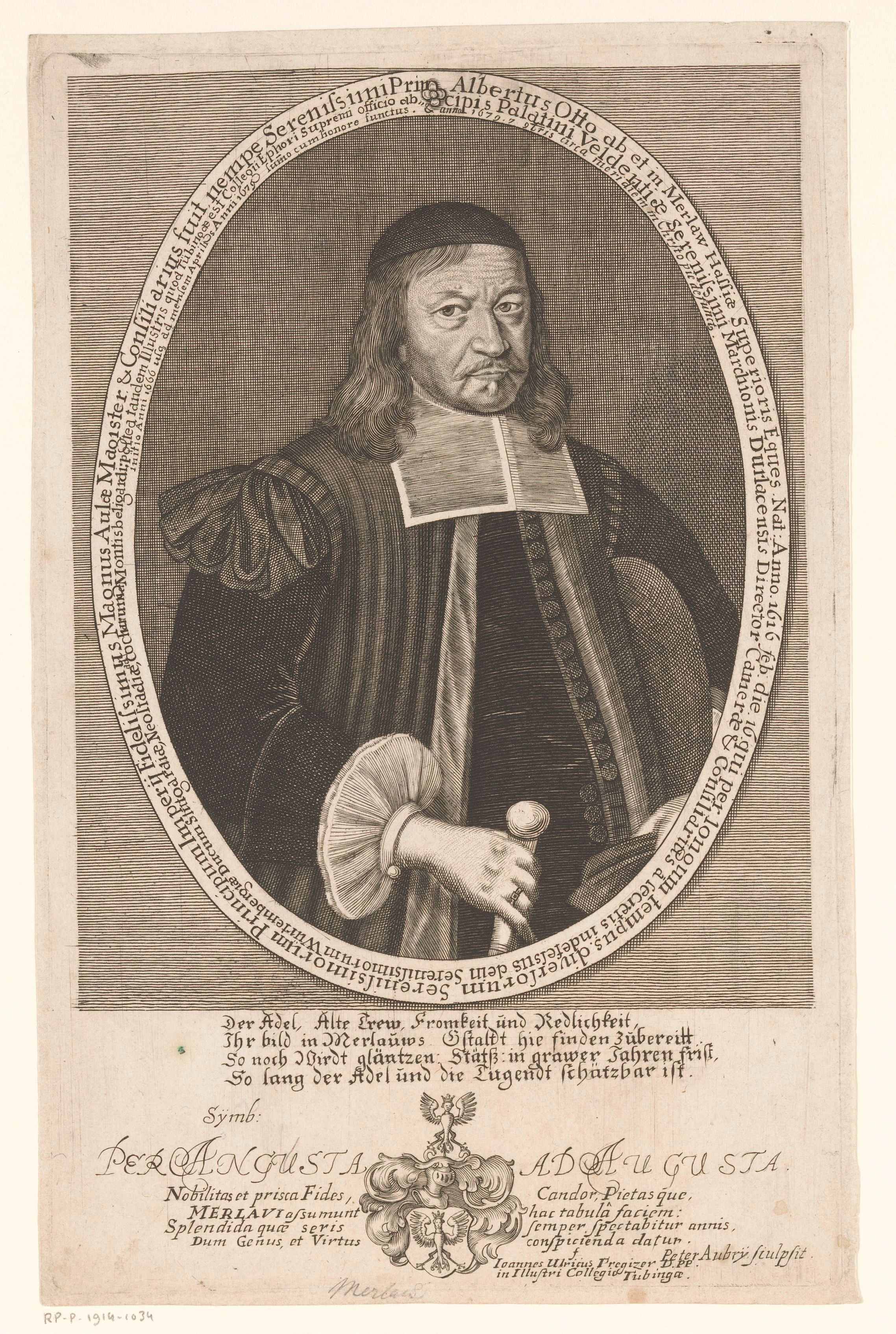
Albert Otto von Merlaw

Albert Otto von Merlaw (* 16. Februar 1616 in Merlau; † 7. November 1679 in Tübingen) war Oberhofmeister und Ephorus am Collegium Illustre in Tübingen.

## Leben und Wirken
Albert Otto von Merlaw stammte aus Merlau. Er war verheiratet mit Anna Felicitas, geb. von Laichingen. 1666 wurde er Ephorus des Collegium Illustre in Tübingen. Mit seiner Ehefrau hatte er eine Tochter, Maria von Merlau (1669–1669). 1678 erkrankte er schwer und verstarb 1679 in Tübingen.

## Literatur

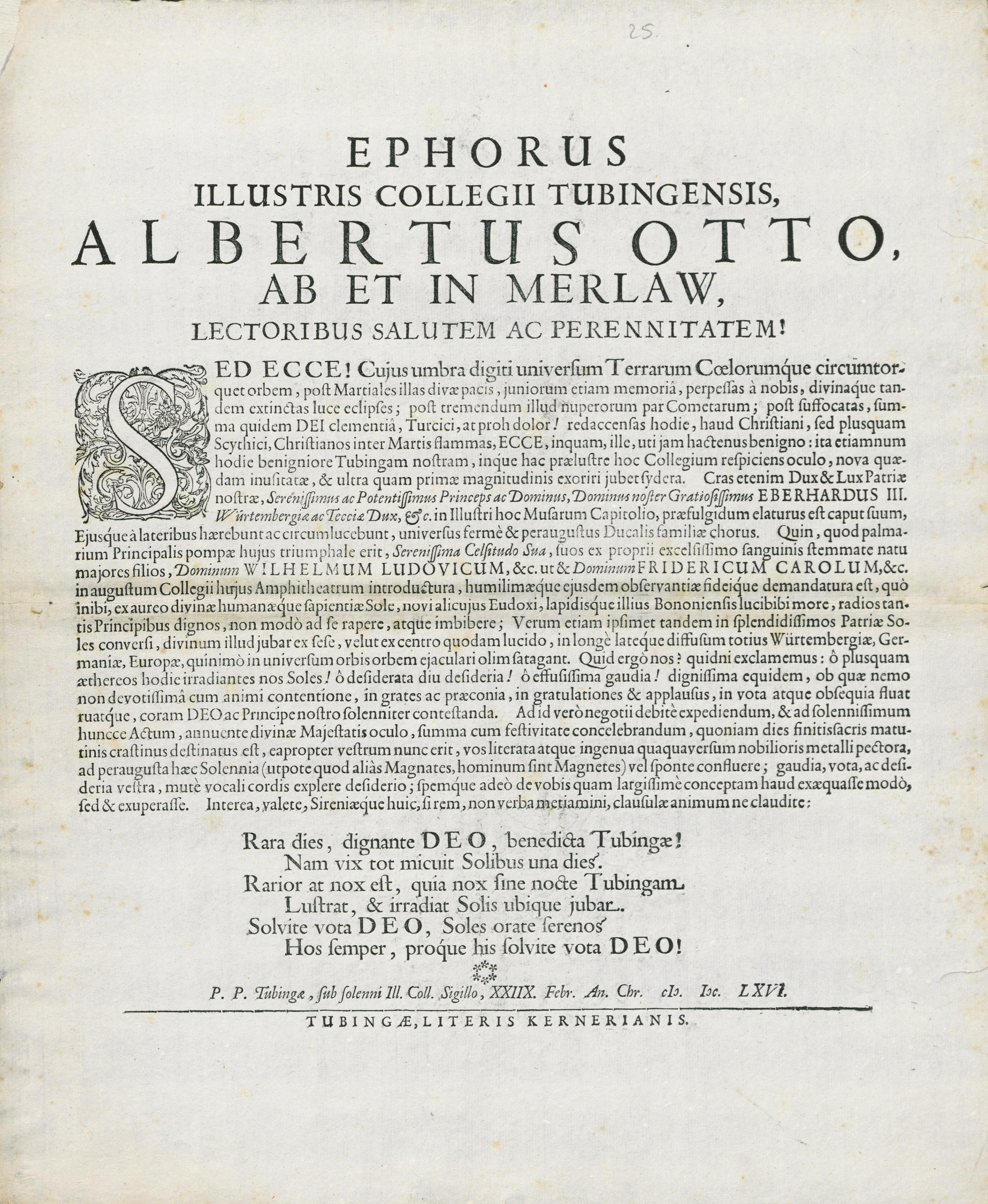
Ephorus Illustris Collegii Tubingensis, Albertus Otto, Ab Et In Merlaw, Lectoribus Salutem Ac Perennitatem